# Piaster (Französisch-Indochina)

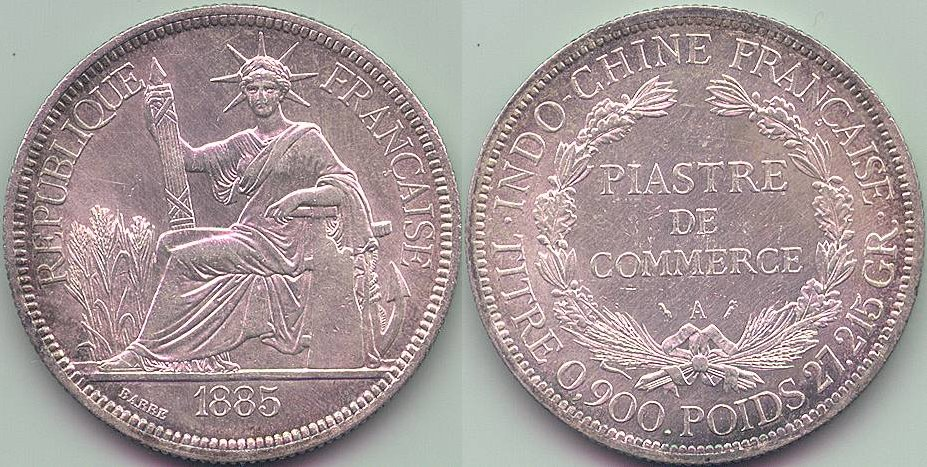
1 Piaster, des 1885–95 geprägten Typs (Obvers: Allegorie der Republik Frankreich, Reisähren, Jahreszahl. Revers: Landes- und Währungsbezeichnung, Gewichtsangabe.)

Der Piastre de Commerce (Piaster) war zur Kolonialzeit die Kurrantwährung in Französisch-Indochina. Er war gestückelt in 100 centime, zu 5 sapeque.

## Geschichte

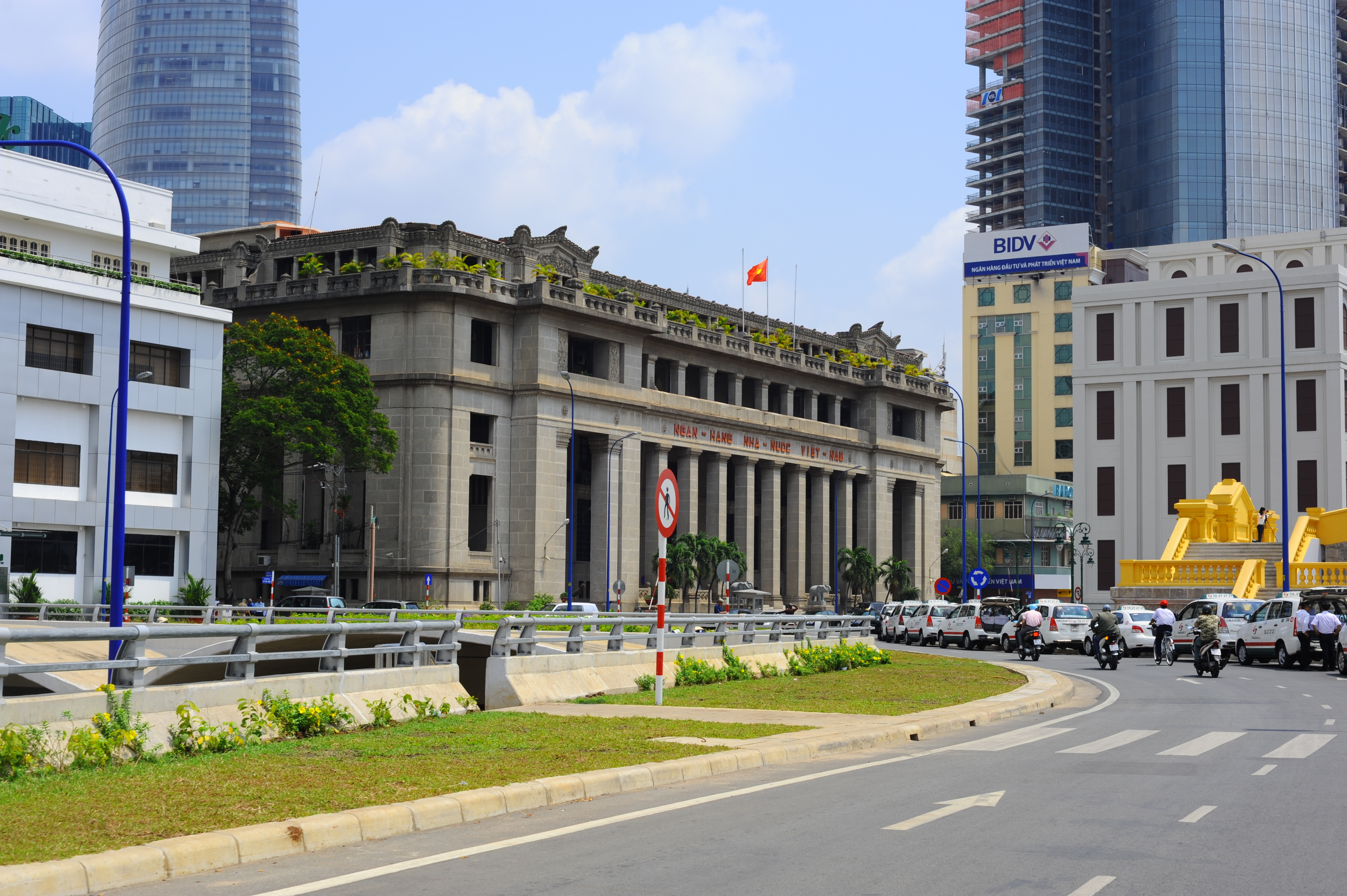
Ehemalige Saigoner Hauptfiliale der Banque de l'Indochine, 2012

Nach der Besetzung Cochinchinas 1859–62 folgte die Errichtung eines Protektorates in Annam, die sukzessive Übernahme Kambodschas ab 1869, Laos 1893 und Tonkin. Die Gebiete wurden 1888 zu einer Verwaltungs- und Wirtschaftseinheit zusammengefasst. Siam nahm man bis 1909 noch weitere Grenzprovinzen ab. Ebenfalls dem Residenten in Hanoi unterstellt wurde die auf 99 Jahre gepachtete südchinesische Stadt Kwangchou 1899.
Die Banque de l’Indochine mit Notenausgaberecht wurde 1875 durch den Zusammenschluss des Comptoir d'escompte de Paris und Crédit industriel et commercial als Zentralbank gegründet. Ihr Geschäftsfeld war der ganze asiatisch-pazifische Raum, sie gab u. a. auch Rupien-Noten für Pondicherry (heute: Puducherry), Chandernagore und Neukaledonien heraus.

### Vorläufer
Der Piaster, die Bezeichnung einer alten spanischen Kursmünze von hohem Wert, sollte den als Handelsmünze im ganzen ostasiatischen Raum umlaufenden Mexikanischen Dollar (mex$), der auf den „Stücken von Achten“ spanischen Vorbilds verdrängen. Frankreich war zur Zeit der Einführung die führende Nation der lateinischen Münzunion, die den Bimetallismus für die Festschreibung der Standardmünzen verwendete.
In den fünf Teilgebieten des späteren Indochina liefen eigene Währungen um. Die Währungen der laotischen und kambodschanischen Könige orientierten sich am Vorbild des siamesischen Tikal. Als Kleingeld lief ebenfalls chinesisches Cash um, teilweise wurde auf dem Lande bis um 1900 mit Kaurigeld bezahlt.

### Piastre de Commerce

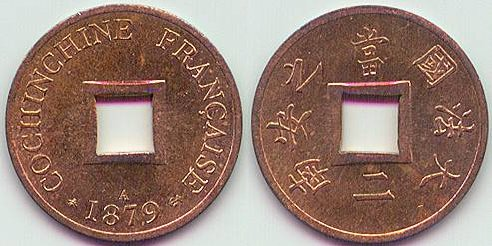
1/500 Piaster der ersten Serie. Am Revers chinesisch: „Regierung der Republik Frankreich.“

Der neugeschaffene Piaster auf Silberbasis hatte bei seiner Einführung wie sein Vorbild der mexikanische Dollar ein Gewicht von 27,215 g, das dann ab 1896 auf 27 g herabgesetzt wurde. Die aus Kupfer bezw. Zink (Wert 6:5) vom Kaiserreich Annam hergestellten Münzen wurden im Verhältnis 500 Sapèque bzw. Van umgestellt. Gesetzlich geregelt wurde der Umlauf des Piasters durch Dekrete vom 21. Januar 1875, 20. Februar 1888, 16. Mai 1900 und 3. April 1901.
Die ersten nach dem Dekret vom 21. Januar 1875, das den Piaster als Zahlungsmittel einführte, hergestellten Scheidemünzen für Cochinchina waren normale 1 cent.-Stücke, die in Saigon durchlocht wurden.
Die erste Serie Münzen umfasste Stücke zu:
- 6 Van mit Loch, geprägt 1887-9, 1892-4, 1896–1902; 2 g Bronze, ø 20 mm
- 1 Centime (cent.), 1885-9, 1892-4; 10 g Bronze, ø 30 mm. Wertangabe auch auf Chinesisch: 百分之一 „Hundert Stück für einen [Piaster]“
- 10 cent, 1885, 1888-9, 1892-5; 900er Silber 2,7 g
- 20 cent, 1885, 1888-9, 1892-5; 900er Silber 5,44 g
- 50 cent, 1885, 1889, 1894-5; 900er Silber 13,6 g
- 1 Piaster, 1885–90, 1895; 900er Silber, 27,215 g, seit 1896 27 g

Der Feingehalt der kleinen Silbermünzen wurde ab 1898 auf 835, nach 1921 auf 680 verringert, das Design blieb fast unverändert. Der Feingehalt des 1-P.-Stückes wurde 1938 auf 680 herabgesetzt, die Münze zeigte nun den bekränzten Kopf der Republik.
Nach dem Ersten Weltkrieg führte man noch 5-cent.-Münzen (Cu-Ni) mit Loch ein. Die 10- und 20-cent.-Stücke der Serie 1920 enthielten nur noch 400/1000 Silber.
1930 führte man für den Piaster in Französisch-Indochina ebenfalls die theoretische Goldbindung ein. Es galt nun entsprechend 1 P. = 10 fr. Francs entsprechend 589½ mg Feingold. Die 1936 nach Amtsantritt der Volksfrontregierung durch das internationale Finanzkapital gegen den Franc eingeleitete Spekulation führte Anfang 1937 zur Abwertung.
Die zwischen 1935 und 1940 verausgabten erhielten ein verändertes Aussehen:
- ½ cent., mit 3,7 g Bronze (ø 21 mm), zeigte die Freiheitskappe, Eichenkranz und „RF“
- 10 und 20 cent., Nickel, mit geriffeltem Rand, die Marianne mit Lorbeerzweig und „Republique Francaise“

Die zur Zeit der gemeinsamen französisch-japanischen Verwaltung (Juli 1940 bis 9./10. März 1945) verausgabten Münzen wurden meist aus Zink hergestellt, die Staatsbezeichnung in „État français“ geändert. Die Münzen zu ¼ (1942-4), 1 (1943) und 5 cent. waren mit Loch.
Nach der Wiedereroberung 1946-8 verausgabte man für die Fédération Indochinoise, Münzen die am Obvers eine nach links blickende Marianne, am Revers Reis, Landes- und Wertangabe zeigten. Im Rahmen der Union stellte man in der Pariser Prägeanstalt für die einzelnen Regionen im kleinen Umfang Münzen her, die mit lokalen Symbolen versehen und in der Landessprache beschriftet waren.

#### Regionale Münzen

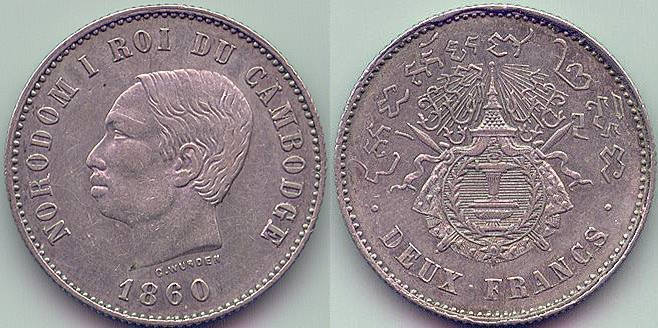
Norodom I. (1860)

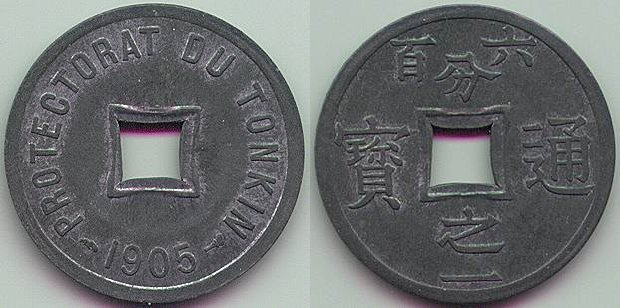
1/600 Piaster für Tongking (1905)

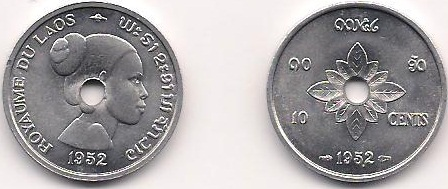
10 cent. Laos 1952

Für Kambodscha wurden 1860–1906 Münzen (1 cent. bis 4 Francs; immer mit Jahreszahl 1860) hergestellt, die das Porträt von Norodom I. trugen. 1880–1906 prägte man Messing-Kleingeld nur zum Gebrauch innerhalb des Königspalastes.
1905 prägte man aus Zink eine Münze zu 1/600 Piaster für den Gebrauch im Protectorat du Tonkin.
Das Finanzministerium ließ für den Opium-Handel in Laos im Zweiten Weltkrieg „Münzen“ herstellen, die aus reinem Silber bestanden und ½ oder 1 Tael (37,78 g) wogen. Der Obvers ist laotisch und chinesisch beschriftet. Der Revers zeigte 1943 das Schriftzeichen für Wohlstand (富) in Siegelschrift, 1944 einen Hirschkopf.

### Papiergeld

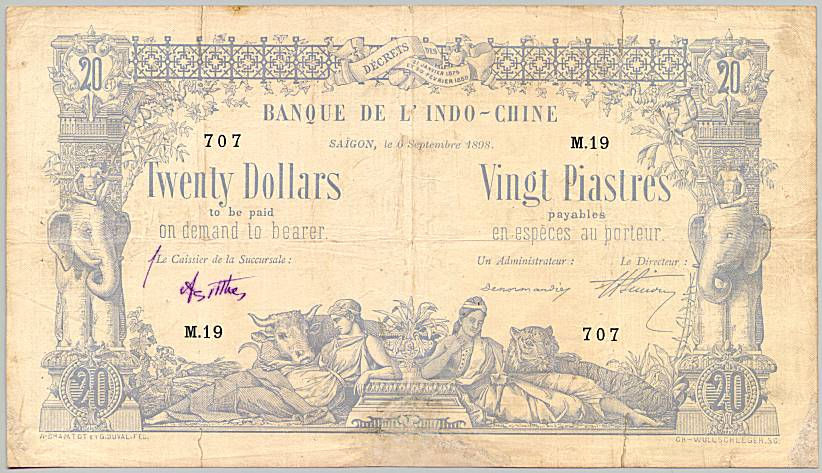
20 Piaster-Banknote der Serie 1898 noch mit der parallelen Bezeichnung „Dollar.“ Verausgabt von der Banque de l'Indochine in Saigon.

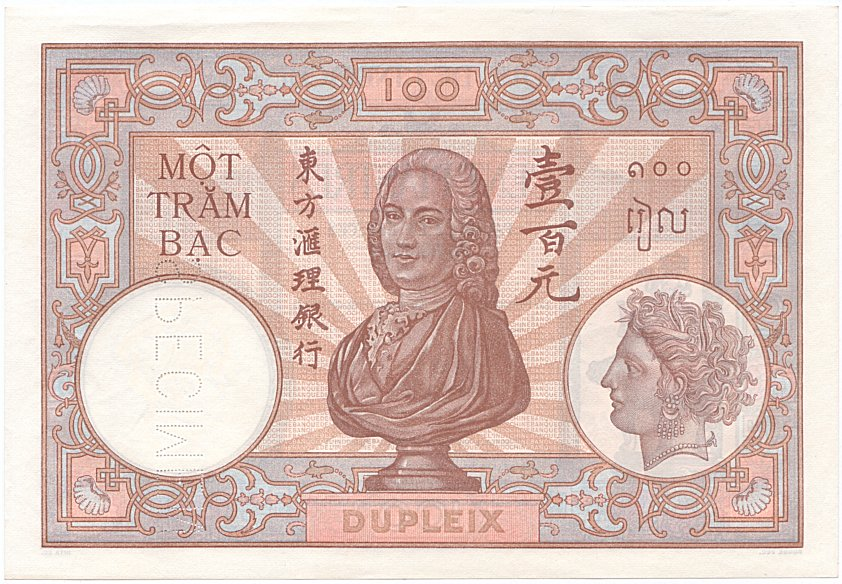
100 Piaster von 1932 (Revers eines Musters).

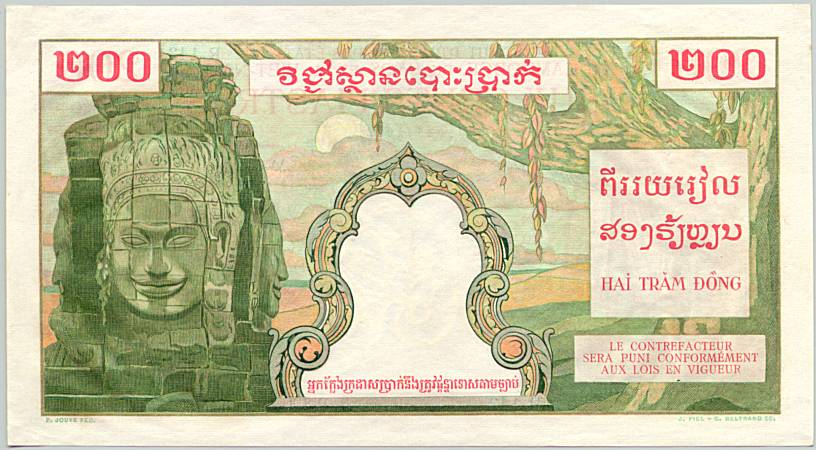
200 Piaster für Kambodscha 1953 (Institut d'Emission)

Die ersten Noten der Banque de l'Indochine ab 1876 hatten Werte von 5 bzw. 20 Piaster und wurden zusätzlich mit der Währungsbezeichnung „Dollar“ versehen. Der Ort der ausgebenden Filiale (Haiphong oder Saigon) ist angegeben, die Noten unterschieden sich geringfügig. 1892 erschien die erste 1-Piaster-Note, im nächsten Jahr eine zu 100 P. 1899/1900 wurde eine im Aussehen veränderte Serie zu 5, 20 und 100 P. verausgabt. Vor 1920 hergestellte Noten sind rückseitig chinesisch beschriftet.
Die Verordnung vom 6. Oktober 1919 gestattete der Bank die Ausgabe von Notgeldscheinen in den Stückelungen 10, 20 und 50 cent. Die Noten der Serie 1921–28 – zu 1, 5, 20 und 100 P. – tragen auch Aufdrucke in vietnamesischer und laotischer Schrift.
Nach der Umstellung auf den Goldstandard wurden ab 1932 neue Noten ausgegeben (bis 1939). Dasselbe Design wurde ab 1946 wieder verwendet, dabei aber die laotische Aufschrift vereinfacht. Eine erste 500 P.-Note emittierte man 1939.
Notgeldscheine zu 5, 10, 20 und 50 cent. wurden seit 1939 im Namen des Gouvernment Général de l'Indochine lokal hergestellt. Die Banknoten dreier unterschiedlicher Serien 1942–45 im Namen der Banque de l'Indochine wurden ebenfalls in der Imprimerie de l'Extreme-Orient in Hanoi hergestellt. Man druckte in Japan 1944 Noten zu 1 und 5 Piaster, die dann 1949 von den Franzosen in Umlauf gesetzt wurden. Die erste bei der Wiedereroberung 1946 in Umlauf gebrachte Serie druckte man in England und den USA, sie tragen die Unterschriften von Paul Gannay und Edmond Bruno.
Den Wechselkurs setzte man 1945 auf 17 Francs fest (100 Francs = 5,88 Piaster), innerhalb asiatischer Märkte galt jedoch weiterhin 10 Francs. Der Président du Conseil René Mayer versuchte den alten Kurs 1953 wieder festzuschreiben.
Das Notenprivileg der Banque de l'Indochine wurde zum 31. Dezember 1951 aufgehoben. Stattdessen schuf man ein Institut d'Emission des Etats du Cambodge, du Laos et du Vietnam.

### Nachfolger
1946 gab die Demokratische Republik Vietnam, das spätere Nordvietnam, eine eigene Währung, den Đồng, unterteilt in 10 Hào oder 100 Xu heraus. 1953 folgte der weiter unter französischem Einfluss stehende Staat Vietnam, das spätere Südvietnam, mit der Herausgabe einer ebenfalls mit Đồng bezeichneten Währung, die ebenso in 100 Xu unterteilt war. Die beiden Währungen wurden zwei Jahre nach der Wiedervereinigung 1978 zusammengelegt.
In Laos gilt seit 5. Mai 1955 der Kip zu 100 Att, umgestellt wurde 1:1, die Notenausgabe übernahm die Banque Nationale du Laos. Im Königreich Kambodscha (1953–1970) führte man am 24. November 1955 erstmals den Riel ein.